# 두카스 가
두카스 가는 1059년부터 1081년까지 동로마 제국의 황제를 배출한 가문이다.

## 황제 목록
- 콘스탄티노스 10세 두카스 (Κωνσταντίνος Ι' ο Δούκας) (1006 - 1067, 재위 : 1059 - 1067)
- 로마노스 4세 디오예니스 ((Ρωμανός Δ' Διογένης) (1032 - 1072, 재위 : 1068 - 1071
- 미하일 7세 두카스 (Μιχαήλ Ζ' Δούκας Παραπινάκης) (1050 - 1090, 재위 : 1071 - 1078)
- 니키포로스 3세 보타니아티스 (Νικηφόρος Γ' Βοτανειάτης) (1001 - 1081, 재위 : 1078 - 1081)

## 같이 보기
- 비잔티움 황제 연대표
- 마케도니아 황조
- 콤네노스 왕조